# Single numer jeden w roku 1993 (Japonia)
Notowanie Weekly Singles Chart (jap. 週間シングルチャート Shūkan Shinguru Chāto) przedstawia najlepiej sprzedające się single w Japonii. Publikowane jest ono przez magazyn Oricon Style, a dane kompletowane są przez Oricon w oparciu o cotygodniowe wyniki sprzedaży fizycznej singli. Poniżej znajdują się tabele prezentujące najpopularniejsze single w danych tygodniach w roku 1993.

## Oricon Weekly Singles Chart
| Data            | Utwór | Wykonawca              | Źródło |
| --------------- | --- | ---------------------- | ------ |
| 4 stycznia      | wstrzymanie publikacji                                                                                          | wstrzymanie publikacji | [ 1 ]  |
| 11 stycznia     | „Sekaijū no dare yori kitto” (jap. 世界中の誰よりきっと)                                                        | Miho Nakayama & Wands  | [ 1 ]  |
| 18 stycznia     | „Sekaijū no dare yori kitto” (jap. 世界中の誰よりきっと)                                                        | Miho Nakayama & Wands  | [ 1 ]  |
| 25 stycznia     | „Motto tsuyoku dakishimeta nara” (jap. もっと強く抱きしめたなら)                                                | Wands                  | [ 1 ]  |
| 1 lutego        | „Motto tsuyoku dakishimeta nara” (jap. もっと強く抱きしめたなら)                                                | Wands                  | [ 1 ]  |
| 8 lutego        | „Gajaimo” (jap. がじゃいも)                                                                                     | Tunnels                | [ 1 ]  |
| 15 lutego       | „Dōkoku” (jap. 慟哭)                                                                                            | Shizuka Kudō           | [ 1 ]  |
| 22 lutego       | „Osae kirenai kono kimochi” (jap. おさえきれない この気持ち)                                                    | T-Bolan                | [ 1 ]  |
| 1 marca         | „Makenai de” (jap. 負けないで)                                                                                  | Zard                   | [ 1 ]  |
| 8 marca         | „Toki no tobira” (jap. 時の扉)                                                                                  | Wands                  | [ 1 ]  |
| 15 marca        | „YAH YAH YAH/Yume no bannin” (jap. YAH YAH YAH/夢の番人)                                                        | CHAGE&ASKA             | [ 1 ]  |
| 22 marca        | „YAH YAH YAH/Yume no bannin” (jap. YAH YAH YAH/夢の番人)                                                        | CHAGE&ASKA             | [ 1 ]  |
| 29 marca        | „Ai no mama ni wagamama ni boku wa kimi dake o kizutsukenai” (jap. 愛のままにわがままに 僕は君だけを傷つけない) | B’z                    | [ 1 ]  |
| 5 kwietnia      | „Ai no mama ni wagamama ni boku wa kimi dake o kizutsukenai” (jap. 愛のままにわがままに 僕は君だけを傷つけない) | B’z                    | [ 1 ]  |
| 12 kwietnia     | „Ai no mama ni wagamama ni boku wa kimi dake o kizutsukenai” (jap. 愛のままにわがままに 僕は君だけを傷つけない) | B’z                    | [ 1 ]  |
| 19 kwietnia     | „Ai no mama ni wagamama ni boku wa kimi dake o kizutsukenai” (jap. 愛のままにわがままに 僕は君だけを傷つけない) | B’z                    | [ 1 ]  |
| 26 kwietnia     | „Ai o kataru yori kuchizuke o kawaso” (jap. 愛を語るより口づけをかわそ)                                         | Wands                  | [ 1 ]  |
| 3 maja          | „Ai o kataru yori kuchizuke o kawaso” (jap. 愛を語るより口づけをかわそ)                                         | Wands                  | [ 1 ]  |
| 10 maja         | „Ai o kataru yori kuchizuke o kawaso” (jap. 愛を語るより口づけをかわそ)                                         | Wands                  | [ 1 ]  |
| 17 maja         | |                        | [ 1 ]  |
| 24 maja         | „Natsu o machi kirenakute” (jap. 夏を待ちきれなくて)                                                            | TUBE                   | [ 1 ]  |
| 31 maja         | „Yureru omoi” (jap. 揺れる想い)                                                                                 | Zard                   | [ 1 ]  |
| 7 czerwca       | „Yureru omoi” (jap. 揺れる想い)                                                                                 | Zard                   | [ 1 ]  |
| 14 czerwca      | „Hadashi no megami” (jap. 裸足の女神)                                                                           | B’z                    | [ 1 ]  |
| 21 czerwca      | „Hadashi no megami” (jap. 裸足の女神)                                                                           | B’z                    | [ 1 ]  |
| 28 czerwca      | „Setsunasa o keseya shinai/Kizu darake o dakishimete” (jap. 刹那さを消せやしない/傷だらけを抱きしめて)          | T-Bolan                | [ 1 ]  |
| 5 lipca         | „Setsunasa o keseya shinai/Kizu darake o dakishimete” (jap. 刹那さを消せやしない/傷だらけを抱きしめて)          | T-Bolan                | [ 1 ]  |
| 12 lipca        | „Datte natsu janai” (jap. だって夏じゃない)                                                                     | TUBE                   | [ 1 ]  |
| 19 lipca        | „Koi seyo otome” (jap. 恋せよ乙女)                                                                              | Wands                  | [ 1 ]  |
| 26 lipca        | „Koi seyo otome” (jap. 恋せよ乙女)                                                                              | Wands                  | [ 1 ]  |
| 2 sierpnia      | „Erotica Seven” (jap. エロティカ・セブン)                                                                       | Southern All Stars     | [ 1 ]  |
| 9 sierpnia      | „Manatsu no yoru no yume” (jap. 真夏の夜の夢)                                                                   | Yumi Matsutōya         | [ 1 ]  |
| 16 sierpnia     | „Manatsu no yoru no yume” (jap. 真夏の夜の夢)                                                                   | Yumi Matsutōya         | [ 1 ]  |
| 23 sierpnia     | „Erotica Seven”                                                                                                 | Southern All Stars     | [ 1 ]  |
| 30 sierpnia     | „Sons and Daughters ~Soreyori boku ga tsutaetai no wa” (jap. Sons and Daughters 〜それより僕が伝えたいのは)     | CHAGE&ASKA             | [ 1 ]  |
| 6 września      | „Sons and Daughters ~Soreyori boku ga tsutaetai no wa” (jap. Sons and Daughters 〜それより僕が伝えたいのは)     | CHAGE&ASKA             | [ 1 ]  |
| 13 września     | „No.1” | Noriyuki Makihara      | [ 1 ]  |
| 20 września     | „go for it!/Ame no owaru basho” (jap. go for it!/雨の終わる場所)                                                | Dreams Come True       | [ 1 ]  |
| 27 września     | „go for it!/Ame no owaru basho” (jap. go for it!/雨の終わる場所)                                                | Dreams Come True       | [ 1 ]  |
| 4 października  | „RUN” | Tsuyoshi Nagabuchi     | [ 1 ]  |
| 11 października | „Ichizu na koi” (jap. 一途な恋)                                                                                 | TMN                    | [ 1 ]  |
| 18 października | „Mayonaka no Dundee” (jap. 真夜中のダンディー)                                                                  | Keisuke Kuwata         | [ 1 ]  |
| 25 października | „Kaze ni fukarete” (jap. 風に吹かれて)                                                                          | Chisato Moritaka       | [ 1 ]  |
| 1 listopada     | „Datte sō janai!?” (jap. だってそうじゃない!?)                                                                  | Lindberg               | [ 1 ]  |
| 8 listopada     | „Datte sō janai!?” (jap. だってそうじゃない!?)                                                                  | Lindberg               | [ 1 ]  |
| 15 listopada    | „Kitto wasurenai” (jap. きっと忘れない)                                                                         | Zard                   | [ 1 ]  |
| 22 listopada    | „TRUE LOVE” | Fumiya Fujii           | [ 1 ]  |
| 29 listopada    | „TRUE LOVE” | Fumiya Fujii           | [ 1 ]  |
| 6 grudnia       | „TRUE LOVE” | Fumiya Fujii           | [ 1 ]  |
| 13 grudnia      | „TRUE LOVE” | Fumiya Fujii           | [ 1 ]  |
| 20 grudnia      | „TRUE LOVE” | Fumiya Fujii           | [ 1 ]  |
| 27 grudnia      | „Romance no kamisama” (jap. ロマンスの神様)                                                                     | Kōmi Hirose            | [ 1 ]  |